# Beograd (rušilec)
Beograd je bila vodilna ladja svojega razreda rušilcev, ki so bili v poznih 1930. letih zgrajeni za Jugoslovansko kraljevo vojno mornarico, konkretno za divizijo pod vodstvom rušilca Dubrovnik. Ladja z najvišjo hitrostjo 35 kn (65 km/h), oborožena s štirimi 120-mm topovi, je bila predana v uporabo aprila 1939.
Kmalu po začetku napada sil osi na Jugoslavijo aprila 1941 je bila poškodovana v zračnem napadu, nakar jo je zajela Italijanska kraljeva vojna mornarica, v sestavi katere je pod imenom Sebenico po nadgradnji od avgusta 1941 do septembra 1943 spremljala več kot 100 konvojev v Sredozemlju. Po italijanski kapitulaciji septembra 1943 jo je prevzela nemška vojna mornarica in preimenovala v TA43. Nemci so nadgradili protiletalsko orožje in jo uporabljali za spremstvo in polaganje min v sklopu 9. torpedne flotilje v severnem Jadranu. TA43 je bila potopljena spomladi 1945 v tržaškem pristanišču. Nato so jo dvignili in znova potopili v bližini.

## Ozadje
Jugoslovanska kraljeva vojna mornarica je v zgodnjih 1930. letih zasledovala koncept vodje flotilje, kar je vključevalo gradnjo velikih rušilcev, podobnih britanskim rušilcem razredov V in W v sestavi Kraljeve vojne mornarice. V medvojnem obdobju so bile take ladje v Francoski vojni mornarici namenjene za delovanje v pol-flotiljah treh ladij, ali z vodjo flotilje v spremstvu več manjših rušilcev. Jugoslovanska mornarica se je odločila za tri take vodje flotilj, vzdržljive ladje, ki bi dosegale visoke hitrosti. Zahteva po vzdržljivosti je odražala načrte, da bi poslali te ladje v osrednje Sredozemlje, kjer bi sodelovale s francoskimi in britanskimi bojnimi ladjami. Tako je bil v letih 1930–1931 zgrajen rušilec Dubrovnik. Kmalu pa je izbruhnila velika gospodarska kriza, zato je bil od načrtovane pol-flotilje zgrajen samo ta. Mornarica je kljub temu vztrajala pri namenu, da bo deloval z več manjšimi rušilci, zato je bila leta 1934 sprejeta odločitev o naročilu treh manjših rušilcev, ki bi delovali v mornariški diviziji pod vodstvom Dubrovnika.

## Karakteristike in gradnja
Razred Beograd je bil razvit iz francoskega dizajna in naslovna ladja, Beograd, je bila zgrajena v francoski ladjedelnici Ateliers et Chantiers de la Loire v Nantesu. Imela je dolžino na gladini 98 m, največjo širino 9,45 m in normalni ugrez 3,18 m. Njen standardni izpodriv je bil 1.210 t (1.190 angleških ton), polno naložena pa je imela izpodriv 1.655 t (1.629 angleških ton).  Posadko je sestavljalo 145 častnikov in mornarjev. Poganjali sta jo Curtisovi parni turbini, ki sta gnali dva vijaka s paro, ki so jo proizvajali trije vodocevni kotli proizvajalca  Yarrow. Tovarniška moč turbin je znašala 40.000–44.000 shp (30.000–33.000 kW), zasnovana je bila za največjo hitrost 38–39 kn (70–72 km/h), čeprav je v praksi dosegla le 35 kn (65 km/h). Nosila je 120 t (120 angleških ton) kurilnega olja, kar ji je dalo doseg 1.000 nmi (1.900 km; 1.200 mi).
Glavno oborožitev so predstavljali štirje 120 mm (4,7 in) topovi Škoda L/46. Razporejeni so bili v ravni liniji z dvema na premcu in dvema na krmi; notranji par je bil višje, da sta lahko streljala nad zunanjima. Topovi so imeli orožne ščite. Druga oborožitev je vključevala štiri Škodine protiletalske topove kalibra 40 mm (1,6 in) v dveh dvojnih podstavkih na vsaki strani krme, dve trojne torpedne cevi 550 mm (22 in) in dve strojnici. Sistem za nadzor ognja je izdelalo nizozemsko podjetje Hazemayer. Lahko je nosila tudi 30 pomorskih min. Njen gredelj je bil položen leta 1936, splovljena je bila 23. decembra 1937, v službo v jugoslovanski mornarici pa je stopila 28. aprila 1939.

## Zgodovina

### Jugoslavija
Manj kot mesec dni od vstopa v aktivno službo je bil Beograd poslan v Združeno kraljestvo z večjim delom jugoslovanskih zlatih rezerv, 7344 ingoti, za hrambo v Banki Anglije. Ob izbruhu aprilske vojne je bil s svojimi sestrskimi ladjami dodeljen 1. torpedni diviziji v Boki Kotorski.
Jugoslovanska vojna mornarica je želela preprečiti vzpostavitev mostišča pri Zari, takratni italijanski enklavi v Dalmaciji, zato so poslali Beograd, štiri 250-tonske torpedne čolne in šest manjših torpednih čolnov v Šibenik, 80 km južno od Zare, v pripravi na napad. Ta naj bi bil usklajen z 12. pehotno divizijo Jadransko in dvema polkoma Vojske Kraljevine Jugoslavije, ki bi napadli z območja Benkovca s podporo 81. bombniške skupine Jugoslovanskega kraljevega vojnega letalstva. Napad se je začel 9. aprila, toda njegov mornariški del je zastal, ko je bil Beogradov desni motor poškodovan v nizu sicer zgrešenih napadov italijanskih letal pred Šibenikom. Počasi je odplul v Boko Kotorsko na popravila, ob spremstvu preostanka sil. Tam je rušilec 17. aprila zajela italijanska vojska.

### Italija
V italijanski službi je bil Beograd popravljen in nadgrajen. Na most so namestili novo mehansko računalo za nadzor ognja in oborožitvi dodali 20 mm (0,79 in) topove kalibra L/65 Breda Model 35. Ladja je pod imenom Sebenico vstopila v aktivno službo v Italijanski kraljevi vojni mornarici avgusta 1941 in spremljala konvoje na pomorskih poteh med Italijo in Egejskim morjem ter Severno Afriko. V dveh letih je opravila več kot 100 misij. 18. oktobra 1941 je britanska podmornica HMS Ursula pred otokom Lampedusa potopila parnik v spremstvu Sebenica in drugih bojnih ladij, 29. marca pa je sestav Sebenica in treh torpednih čolnov spremljal konvoj pred Brindisijem, ko je britanska podmornica  HMS Proteus potopila eno od varovanih tovornih ladij. Sebenico je vsaj do sredine leta 1942 ohranil reflektor na sredini in računalo za nadzor ognja. Mornariški zgodovinar M. J. Whitley je menja, da so bile proti koncu tega obdobja odstranjene torpedne cevi na premcu, da bi pridobili prostor za dodatno protiletalsko oborožitev, toda podrobnosti o orožju, ki naj bi bilo nameščeno, niso znane.

### Nemčija
Ob kapitulaciji Italije septembra 1943 je nemška vojna mornarica 9. septembra zajela Sebenico v beneškem pristanišču in ji dala ime TA43 (nemško Torpedoboot Ausland 43). Ob zajetju je bila ladja poškodovana. Nemci so ji znova izboljšali protiletalsko oborožitev, v ta namen so odstranili enega od trojnih podstavkov za torpeda. Opremljena je bila s sedmimi 37 mm (1,5 in) topovi na enem dvojnem podstavku in dvema 20 mm (0,79 in) topovoma na enojnih podstavkih. Februarja 1945 je bila dodeljena 9. flotilji torpednih čolnov, ki so jo v celoti sestavljali zajeti rušilci in torpedni čolni. Nemci so jo uporabljali za spremstvo polagalcev min v severnem Jadranu. V uporabi je bila vsaj še do 1. aprila 1945, vendar ni bila udeležena v bojih.
Zgodovinarji si niso enotni glede njenega konca. Roger Chesneau trdi, da je bila 30. aprila 1945 potopljena v tržaškem pristanišču zaradi topniškega obstreljevanja Jugoslovanske ljudske armade. Nato so jo junija 1946 dvignili, verjetno ker je predstavljala oviro, in znova potopili mesec dni kasneje na drugem kraju. David Brown za razliko od njega trdi, da so jo namerno potopili v Trstu 1. maja 1945.  Tudi Maurizio Brescia pravi, da so jo potopili Nemci na ta dan v Trstu, nakar da je bila leta 1947 razrezana.